# Torre de la Garrofa
La torre de la Garrofa o torre de la Mona és una torre de guaita que està situada als afores de la ciutat d'Almeria, a la vora de la mar Mediterrània, a la província d'Almeria, Comunitat Autònoma d'Andalusia, Espanya.

## Descripció i història
És una torre circular amb espitlleres i una petita caserna adossada, amb una mica més de 65 m² de superfície. Està datada al segle xvi i pertany a la xarxa de defensa marítima construïda per a la protecció de la costa d'Almeria al llarg de l'Edat mitjana i fins al segle xviii, que, en el terme municipal d'Almeria, de ponent a llevant està, formada per aquesta torre, el castell de San Telmo, Torrecárdenas, la talaia del Perdigal, Torregarcía i la torre de San Miguel de Cap de Gata.
Diversos documents històrics parlen de la seva ocupació per dues, quatre o cinc infants o guàrdies. Va ser utilitzada en temps més recents per l'exèrcit i també per la Guàrdia Civil. Després del seu abandó, es té constància d'haver estat okupada per un ciutadà suec, que es va veure forçat a abandonar-la en ser subhastada per 21.101 €. En els últims temps, s'ha realitzat una rehabilitació parcial que no ha contribuït tanmateix a millorar la seva posada en valor.

## Ubicació
D'accés lliure, es troba als penya-segats que formen el vessant de la serra de Gádor, sobre la punta de la Garrofa.

## Protecció

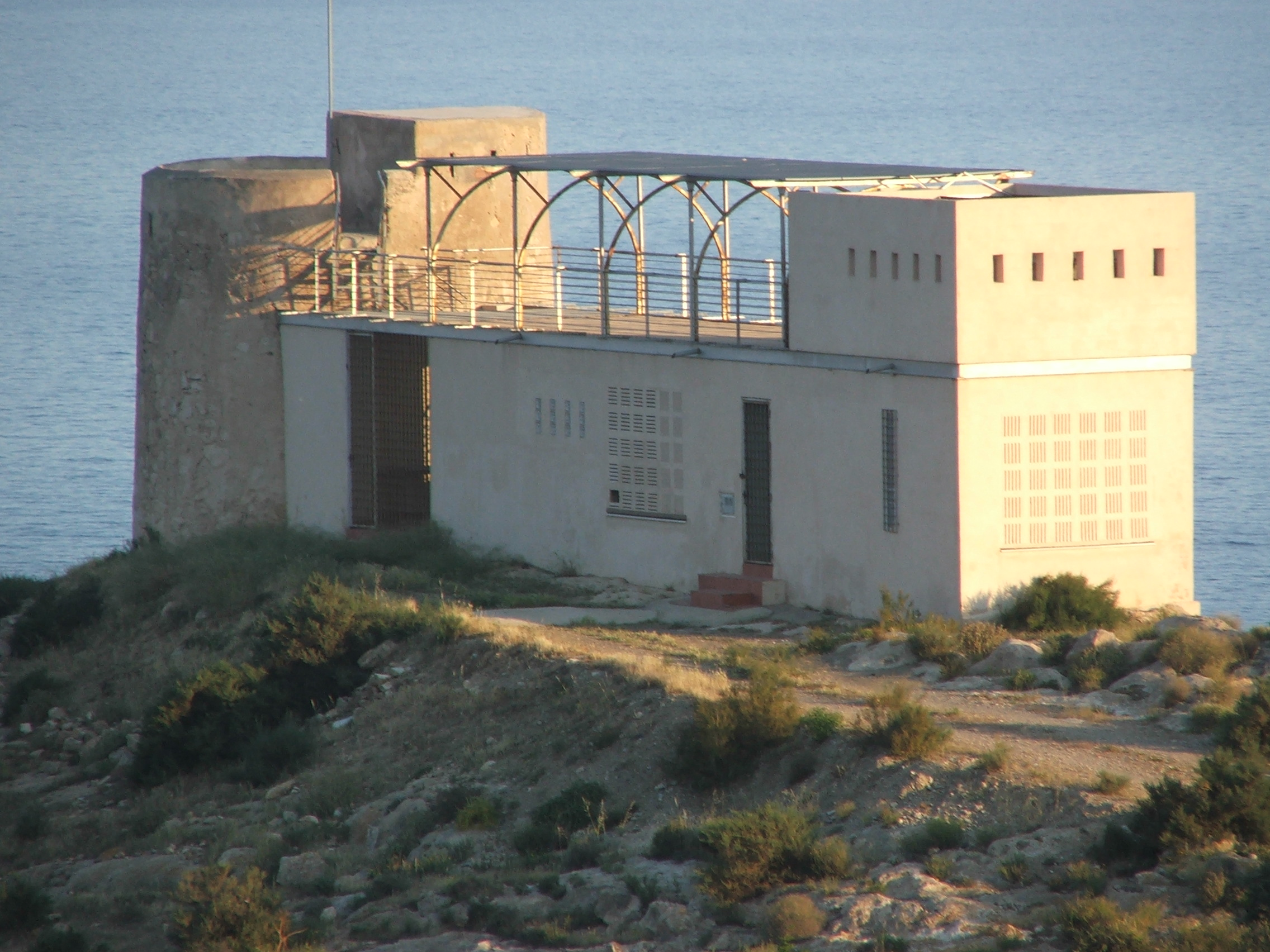
La caserna adossada en primer terme, des del nord-est.

La torre de la Garrofa es troba en bon estat de conservació, encara que transformada. Està protegida per la Declaració genèrica del Decret de 22 d'abril de 1949, expedit pel Ministeri d'Educació Nacional, sobre protecció dels castells espanyols i per la llei 16/1985 sobre el Patrimoni Històric Espanyol (BOE número 155 de 29 de juny de 1985). És a més Bé d'Interès Cultural inclòs al Catàleg General del Patrimoni Històric Andalús. La Junta d'Andalusia va atorgar un reconeixement especial als castells de la Comunitat Autònoma d'Andalusia el 1993.